# Léua
Léua – miasto w Angoli, w prowincji Moxico.